# Phaonia apicalis
Phaonia apicalis este o specie de muște din genul Phaonia, familia Muscidae, descrisă de Stein în anul 1914. Conform Catalogue of Life specia Phaonia apicalis nu are subspecii cunoscute.